# 松下筑陰
松下 筑陰（まつした ちくいん、明和元年（1764年） - 文化7年8月24日（1810年9月22日））は、江戸時代中期から後期の儒学者。諱は夷。字は世民。通称は勇馬、文之進。
筑後久留米藩に仕え、のち豊後日田に住む。寛政6年（1794年）、佐伯藩主毛利高標に招かれ、藩校四教堂の教授となる。門人に広瀬淡窓などがいる。

## 概略
宇多源氏の一流である佐々木氏が、松下氏の祖をなしている。松下家は代々、久留米藩主有馬家の重臣として仕えた家柄であった。筑陰は幼い頃から学を好み、藩文学と呼ばれる先生に学問を師事し、私塾に学んで研鑽を積む。
天明2年（1782年）、学友である樺島世儀と津徳郷・梯季礼の徒と肥後熊本藩を廻遊し、名所旧跡を訪ね、学問を深めた。翌天明3年（1783年）に『窈窕篇』を著し、松世民の名で11首の詩篇を載せている。翌天明4年（1784年）、江戸に遊学し、諸名家を訪ねた。この時、佐伯藩江戸藩邸において藩主一族の儒者である大内熊耳に出入りし、藩主毛利高標の大叔父にあたる扶搖公子と交わる。
天明6年（1786年）、江戸遊学を終え郷里へ帰り、天明9年（1789年）に儒官に推挙された。しかし同年、久留米藩を脱藩した。その後、豊後日田に塾を開き、広瀬淡窓、僧雲華などを教えた。
寛政6年（1794年）、佐伯藩主毛利高標は筑陰を招聘し、四教堂教授に任命した。寛政の頃、御典医今泉元甫が作った「三義井」の一つ、城下西町にある井戸「唖泉」には、当時学者三大名といわれた毛利高標が命名した唖泉の題字と、四教堂教授松下筑陰の碑文（漢文：ナガレル泉、コレニ唖ト題ス。）が彫り込まれている。筑陰は佐伯藩随一の儒学者であった。